# Brigitte Hamann
Pour les articles homonymes, voir Hamann.
Brigitte Hamann, née Brigitte Deitert le 26 juillet 1940 à Essen (Allemagne) et morte le 4 octobre 2016 à Vienne (Autriche), est une écrivaine et historienne autrichienne.

## Biographie
Brigitte Hamann a consacré plusieurs ouvrages aux Habsbourg, ainsi qu'à la jeunesse viennoise d'Adolf Hitler. Elle vivait à Vienne (Autriche).
C'est la première historienne à révéler en 1984 dans son intégralité le journal intime en vers tenu par l'impératrice Sissi entre 1885 et 1888.

## Ouvrages
- Rudolf, Kronprinz und Rebell, Vienne, 1978.
- Elisabeth, Kaiserin wider Willen, Vienne, 1981.
- Mit Kaiser Max in Mexiko, Vienne, 1983.
- Kaiserin Elisabeth. Das poetische Tagebuch, Vienne, 1984.
- Bertha von Suttner. Ein Leben für den Frieden, Munich, 1986.
- Die Habsburger. Ein biographisches Lexikon, Munich, 1988.
- Nichts als Musik im Kopf. Das Leben von Wolfgang Amadeus Mozart, Vienne, 1990 (livre pour enfant).
- Elisabeth. Bilder einer Kaiserin, Vienne, 1995.
- Meine liebe, gute Freundin! Die Briefe Kaiser Franz Josephs an Katharina Schratt, Munich, 1992.
- Hitlers Wien. Lehrjahre eines Diktators, Munich, 1996.
Traduit en français sous le titre La Vienne d'Hitler. Les années d'apprentissage. Traduit de l'allemand par Jean-Marie Argelès, Éditions des Syrtes, Genève, 2001)
- Kronprinz Rudolf: Majestät, ich warne Sie…, Munich, 2002.
- Winifred Wagner oder Hitlers Bayreuth, Munich, 2002.
- Der erste Weltkrieg. Wahrheit und Lüge in Bildern und Texten, Munich, 2004.
- Ein Herz und viele Kronen. Das Leben der Kaiserin Maria Theresia. Illustriert von Rolf Rettich, Vienne, 2004 (livre pour enfant)
- Die Familie Wagner, 2005.
- Kronprinz Rudolf. Ein Leben, Vienne, 2005.
- Mozart. Sein Leben und seine Zeit, Vienne, 2006.
- Hitlers Edeljude. Das Leben des Armenarztes Eduard Bloch, Munich, 2008.
- (de) Brigitte Hamann, Hitlers Wien : Lehrjahre eines Diktators (monographie), Munich, Piper, juin 2010, 2e éd. (1re éd. 1998), 651 p. (ISBN 978-3-492-22653-0)

## Distinctions
- 1978 : Prix Heinrich Drimmel
- 1982 : Premio Comisso
- 1986 : Prix de Donauland
- 1995 : Prix Anton-Wildgans
- 1998 : Prix Kreisky
- 1998 : Prix littéraire Bad Wurzacher
- 2006 : Médaille d'argent de la ville de Vienne